# Расу
Расу́ (лит. Rasų kapinės, в царское время — Росса) — кладбище в Вильнюсе. Один из древнейших и наиболее ценных в историко-культурном отношении некрополей Литвы. Площадь кладбища 10,863 га. Кладбище является памятником истории и культуры национального значения и охраняется государством. Код в Регистре культурных ценностей Литовской Республики 10384

## История
В апреле 1801 года магистрат Вильны выделил участок земли для кладбища за тогдашней городской чертой. 6 мая 1801 года кладбище было освящено. 8 мая 1801 года на нём был похоронен бургомистр Ян Мюллер. В 1814 года к северной части кладбища был присоединен ещё один участок земли.
Рядом с этим кладбищем в первой половине XIX века располагалось место захоронения умерших в отделении Антокольской больницы больных. Первоначально его называли Сиротским, затем Новой Россой (площадь 4,6 га). Название Росса возникло из-за одноимённого названия предместья города.
Перед входом на кладбище в 1920 году были похоронены солдаты, павшие в польско-советской войне. В 1935—1936 годах небольшое военное кладбище было перестроено по проекту Войцеха Ястжембовского, автора расположенного в центре надгробия над прахом матери и сердцем Юзефа Пилсудского. Рядом похоронены солдаты почётного караула, отказавшиеся сдать оружие красноармейцам в 1939 году и расстрелянные на месте. Часть кладбища занимают могилы бойцов Армии крайовой.
С 1967 года захоронения на Росу, помимо исключительных случаев, прекращены.
10 марта 2005 года во время государственного визита в Литву президента Польши на кладбище Росу Александр Квасьневский и Валдас Адамкус возложили цветы на могилы Йонаса Басанавичюса и Юзефа Пилсудского.

## На кладбище похоронены
См. категорию Похороненные на кладбище Расу
- Ксаверас Сакалаускас-Ванагелис (1863—1938), поэт, писатель
- Франциск Смуглевич (1745—1807), художник, профессор Виленского университета
- Эузебиуш Словацкий (1773 или 1772—1814), поэт, профессор Виленского университета, отец Юлиуша Словацкого
- Август Бекю (1775—1824), профессор Виленского университета, медик, зачинатель оспопрививания в Литве, отчим поэта Юлиуша Словацкого
- Анджей Снядецкий (1768—1838), учёный, медик, профессор Виленского университета
- Иустин Нарбут (1776—1845), историк
- Кароль Подчашинский (1790—1860), архитектор
- Адам Йохер (1791—1860), библиограф и филолог
- Казимира Кимантайте (1909-1990) — актриса театра и кино, театральный режиссёр
- Иоахим Лелевель (1786—1861), историк, профессор Виленского университета
- Владислав Сырокомля (1823—1862), писатель и поэт
- Онуфры Петрашкевич (1793—1863), друг Адама Мицкевича, один из основателей общества филоматов и хранитель архива филоматов
- Эустахы граф Тышкевич (1814—1873), историк и археолог
- Адам Фердинанд Адамович (1802—1881), медик
- Марк Конрад Соколовский (1818—1883), известный виртуоз классической гитары, в 1858 году в венском Карл-театре награждён дипломом «Лучшего гитариста в Европе», первый профессиональный гитарист в Литве
- Ян Казимир Вильчинский (1806—1885), врач, коллекционер, издатель «Виленского альбома»
- Повилас Вишинскис (1875—1906), книгоноша, писатель, собиратель литовского фольклора, участник археологических экспедиций, культурный деятель
- Йонас Яшмантас (1849—1906), культурный деятель, организатор благотворительной организации помощи литовцам в Петербурге, член литовской патриотической организации «Двенадцать апостолов Вильнюса» (1895—1904)
- Микалоюс Константинас Чюрлёнис (1875—1911), художник и композитор
- Аугустинас Пашкявичюс (1844—1914), доктор, культурный деятель, руководитель вильнюсской литовской культурной организации «Rūta»
- Александрас Юрашайтис (1859—1915), литовский фотограф, с 1902 года работавший в собственной фотостудии на Георгиевском проспекте, один из первых литовских кинорежиссёров, литовский культурный деятель
- Юзеф Балзукевич (1867—1915), художник
- Войницкий Генрих Станиславович (1832—1915), военный инженер и архитектор, специалист в области отопления и вентиляции, инженер-генерал.
- Юозапас Амбразеюс-Амбразевичюс (1855—1915), композитор, поэт, с 1897 года руководитель литовского хора в шнипишском костёле Святого Рафаила, член литовской патриотической организации «Двенадцать апостолов Вильнюса» (1895—1904)
- Габриэлюс Ландсбергис-Жямкальнис (1852—1916), драматург, театральный деятель, публицист, книгоноша, редактор первой литовской газеты Вильнюса — Vilniaus žinios
- Йонас Амброзайтис (1856—1916), литовский культурный и политический деятель, организатор литовского театра, книгоноша
- Антанас Вилейшис (1856—1919), доктор, гуманист и филантроп, спонсор благотворительных организаций, а также литовской культуры: литовских школ, газет, культурных организаций
- Антоний Вивульский (1877—1919), архитектор и скульптор
- Мечисловас Давайнис-Сильвестрайтис (1849—1919), журналист, поэт, специалист по литовскому фольклору, книгоноша, литовский культурный деятель
- Луцкевич, Иван Иванович (1881—1919) — известный белорусский деятель, археолог
- Марцинкявичюс, Йонас (1900—1953) — литовский и советский писатель, поэт и драматург.
- Пятрас Вилейшис (1851—1926), инженер, меценат, литовский общественный и политический деятель, спонсор литовских школ, первых выставок литовской живописи, газеты Vilniaus žinios и др. изданий, основатель завода железных изделий в Науяместисе) (с 1900 г.) по тогдашней ул. Полтавской (современная ул. Панерю)
- Йонас Басанавичюс (1851—1927), учёный и политик, патриарх литовского национального возрождения
- Юзеф Лукашевич (1863—1928) — участник русского революционного движения, профессор геологии Университета Стефана Батория
- Тадеуш Ростворовский (1860—1928), граф, архитектор и художник
- Радзивилович, Рафаэль (1860—1929)— психиатр
- Чеслав Янковский (1857—1929) — польский поэт, критик, публицист, общественный деятель
- Юлиуш Клос (1881—1933), историк архитектуры, профессор Университета Стефана Батория
- Йонас Венгрис (1877—1935), горный инженер, культурный деятель и спонсор литовских культурных организаций, литовской школы и поликлиники в Вильнюсе
- Болеслав Балзукевич (1879—1935), скульптор
- Микас Петраускас (1873—1937), литовский композитор, дирижёр, культурный деятель, автор первой литовской оперы «Birutė» (впервые поставлена в здании городского зала, нынче здании Национальной Филармонии Литвы в 1906 г.)
- Юргис Шлапялис (1876—1941), литовский лингвист, переводчик, основатель первого литовского книжного магазина в Вильнюсе (с 1906 г.), политический и культурный деятель
- Йонас Вилейшис (1872—1942), литовский политик, сигнатарий Акта о независимости Литвы, мэр Каунаса
- Криступас Чибирас (1888—1942), литовский священник, культурный и политический деятель, участник Вильнюсской конференции, в 1933—1938 председатель литовской культурной и просветительской организации «Rytas»
- Франтишек Олехнович (1883—1944), писатель, журналист
- Людас Гира (1884—1946), поэт и публицист
- Балис Сруога (1896—1947), писатель, драматург, литературовед, театровед
- Пятрас Цвирка (1909—1947), писатель.
- Юозас Таллат-Кялпша (1889—1949), композитор и дирижёр
- Казис Кришчюкайтис (1870—1949), известный литовский скульптор по дереву, автор деревянных алтарей, реставратор, с 1890 г. работавший в собственной мастерской в Вильнюсе
- Борисас Даугуветис (1885—1949), известный актёр, театральный режиссёр, педагог, драматург
- Владас Мозурюнас (1922—1964), литовский советский поэт; надгробный памятник сооружён в 1967 году (скульптор Пятрас Дялтува, архитектор Эугениюс Гузас)[3]
- Казис Борута (1905—1965), литовский поэт, писатель, переводчик
- Винцас Миколайтис-Путинас (1893—1967), литовский писатель, драматург, литературовед
- Кипрас Петраускас (1885—1968) — оперный певец, народный артист СССР (1951)
- Арунас Тарабилда (1934—1989), художник, мастер графики
- Марцелинас Шикшнис (1874—1970), математик, поэт, писатель, переводчик, драматург, журналист, автор театральной постановки «Князь Пиленай» („Pilėnų kunigaikštis“) в вильнюсской ратуше (1906)
- Винцас Кисараускас (1934—1988), художник, мастер графики, сценограф, один из инициаторов движения ex-librīs, один из первых литовских художников, работавший с техникой коллажа, ассамбляжа, фотомонтажа
- Антанас Кучас (1909—1989), мастер графики, книжный иллюстратор, профессор
- Стасис Пинкус (1925—1992), историк искусства, искусствовед
- Аугустинас Армонас (1922—2017) — советский, литовский флейтист, педагог, дирижёр
- Ядвигин Ш. (1869—1922) — белорусский писатель, переводчик и журналист, один из основателей белорусской прозы.

- Кастусь Калиновский (1838—1864) — публицист, поэт, один из руководителей восстания 1863 года

## Галерея
- Надгробие на могиле Микалоюса Чюрлениса
- Памятник на могиле И. Лелевеля
- Памятник на могиле Ю. Монтвилла
- Памятник на могиле Й. Басанавичюса
- Могила Балиса Сруоги
- Надгробие на могиле А. Пилсудского
- Надгробие над прахом М. Пилсудской и сердцем Ю. Пилсудского